# Bureta (Zaragoza)
Bureta es un municipio y localidad española de la provincia de Zaragoza, comarca Campo de Borja, en la comunidad autónoma de Aragón. Cuenta con una población de 208 habitantes (INE 2024).

## Toponimia
El término Bureta es de origen netamente vasco, ya que como señala Frago García la forma antigua del nombre del pueblo fue Burueta, y procede de buru ‘cabeza’, que en toponimia tiene el sentido de ‘cabezo, cima, cerro’, más la desinencia de plural -eta, con lo que podemos traducir el topónimo literalmente como ‘los cabezos’.

## Geografía
Se encuentra situada en el valle del río Huecha.

## Historia
De origen celtíbero, hacia el siglo I existe ya como villa romana, época en la se construye un torreón de alerta y defensa a orillas del río Huecha sobre el que, posteriormente, se edificará el palacio condal.
Sobre la población ibero-romana se impuso la visigoda alrededor del siglo V. Restos de cerámicas de esta etapa se han encontrado en el yacimiento arqueológico de Los Pozos, situado en los Llanos de Plasencia.
La conquista árabe se patentiza hacia el segundo decenio del siglo VIII. Bureta se convierte en un pueblo de población íntegramente musulmana y así permanecerá hasta su expulsión en 1610. Durante esta etapa se desarrollan su sistema de riegos y el regulamiento jurídico que lo regulaba, y se construye un molino harinero (todavía existente en la actualidad). Cuando en 1610 se decreta la expulsión forzosa de los moriscos, la localidad cuenta con 1200 habitantes, quedando totalmente despoblada.
El valle del Huecha fue reconquistado por Alfonso I el batallador en 1119. Introducen entonces los cristianos su sistema jurídico-social, de tal suerte que ya en 1254 aparece registrada como villa perteneciente al señorío de la Corona de Jaime I. Pasará por testamento a su hijo Pedro. Durante el siglo XIV pertenecerá a la familia Luna. En 1431 Alfonso V la vende a Juan Moncayo por 7000 florines de oro y en 1435 adquiere su señorío Pedro de Francia, hijo de Sancho, Maestre de Alcántara y nieto de Fernando I de Aragón.
En 1676 Carlos II creó el título de Conde de Bureta a favor de su señor: Antonio Matías de Resendi y Francia, duodécimo señor del lugar. En 1784, por falta de sucesión directa, el título pasa a manos de Juan Crisóstomo López Fernández Heredia, sexto Conde y Señor de Bureta, casado con María de la Consolación Azlor y Villavicencio, conocida como la heroína de Bureta en los Sitios de Zaragoza de 1808.
En 1837 queda abolido el señorío, aunque el título de Conde se mantiene hasta la actualidad.
En 1882 varios pueblos de la Comarca de Borja, formaron una comisión donde mandaron un informe a la Compañía de Ferrocarril Norte para intentar crear la línea de ferrocarril Borja-Cortes, que fue inaugurada el 27 de mayo de 1889.

## Demografía
Bureta cuenta con una población de 208 habitantes (INE 2024).
| Gráfica de evolución demográfica de Bureta entre 1842 y 2021                                                        |
| |
| Población de derecho según los censos de población del INE Población de hecho según los censos de población del INE |

El municipio de Bureta ha sufrido un importante descenso en los últimos años debido al envejecimiento de la población y, sobre todo, debido a la centralización de la industria en los alrededores de Zaragoza capital.

## Economía
Destacan los cultivos de secano, cereales, vid, olivo y frutales, frente a los de regadío. Las hortalizas, salvo el tomate, el pimiento y el espárrago, suelen ser para consumo interior.
Su producción vinícola en encuadra dentro de la Denominación de Origen Campo de Borja.
La ganadería es fundamentalmente intensiva, dedicada a la cría de ganado ovino, caprino, vacuno de cebo y porcino.
La industria está representada por la fábrica Conservas Lores, cuyos espárragos se adscriben dentro de la Denominación de Origen Espárragos de Navarra.

## Administración y política
Cuando los cristianos reconquistan el Valle del Huecha introducen su sistema de administración civil. Este irá cambiando a lo largo de los siglos de forma que Bureta pertenecerá durante los siglos XI-XII a las Tenencias de Borja. En 1295 pasará al Merinado de Tarazona. A mediados del siglo XIV estará en la Sobrejuntería de Borja. Desde finales del siglo XV hasta mediados del siglo XVII pertenecerá a la Vereda de Tarazona. Durante el siglo XVIII y principios del siglo XIX será del Corregimiento de Borja.
Cuando en 1833 se crean en España los partidos judiciales, Bureta será adscrita hasta 1965 al partido judicial de Borja, llegando a ser cabeza de su propio concejo. En la actualidad pertenece al partido judicial de Tarazona.
| Período   | Alcalde                        | Partido |  |
| --------- | ------------------------------ | ------- |  |
| 1979-1983 | Fortunato Navascués Añón       | UCD     |  |
| 1983-1987 |                                | AP      |  |
| 1987-1991 | Ignacio Bellido                | AP      |  |
| 1991-1995 | Ignacio Bellido                | PP      |  |
| 1995-1999 | Ignacio Bellido                | PP      |  |
| 1999-2003 | Ignacio Bellido                | PP      |  |
| 2003-2007 | Julián Juan García Arellano    | PSOE    |  |
| 2007-2011 | Julián Juan García Arellano    | PSOE    |  |
| 2011-2015 | Jesús Domingo Borobia Martínez | PP      |  |
| 2015-2019 | Jesús Domingo Borobia Martínez | PP      |  |
| 2019-act. | Roberto Sánchez Martínez       | PSOE    |  |

| Partido político    | Partido político                                    | 1979   | 1983   | 1987   | 1991   | 1995   | 1999   | 2003   | 2007   | 2011   | 2015   | 2019   |
| Partido político    | Partido político                                    | Ediles | Ediles | Ediles | Ediles | Ediles | Ediles | Ediles | Ediles | Ediles | Ediles | Ediles |
|                     | Partido de los Socialistas de Aragón (PSOE-Aragón)  | —      | 2      | 3      | 3      | 3      | 3      | 4      | 4      | 3      | 3      | 4      |
|                     | Alianza Popular (AP)-Partido Popular de Aragón (PP) | —      | 3      | 4      | 4      | 4      | 4      | 3      | 3      | 4      | 4      | 1      |
|                     | Partido Aragonés (PAR)                              | —      | 2      | —      | —      | —      | —      | —      | —      | —      | —      | —      |
|                     | Unión de Centro Democrático (UCD)                   | 7      | —      | —      | —      | —      | —      | —      | —      | —      | —      | —      |
| Total de concejales | Total de concejales                                 | 7      | 7      | 7      | 7      | 7      | 7      | 7      | 7      | 7      | 7      | 5      |

## Cultura

### Arquitectura
Palacio de los Condes de Bureta. Catalogado como monumento nacional en 1979. Fue edificado sobre un torreón romano mencionado en las crónicas medievales y que sería aprovechado posteriormente para una nueva torre musulmana. Consta de un cuerpo longitudinal rematado por una galería corrida de arcos de medio punto, edificado en el siglo XVI, al que se añaden en el siglo XVII dos cuerpos de estilo neoclásico situados a ambos lados del anterior.

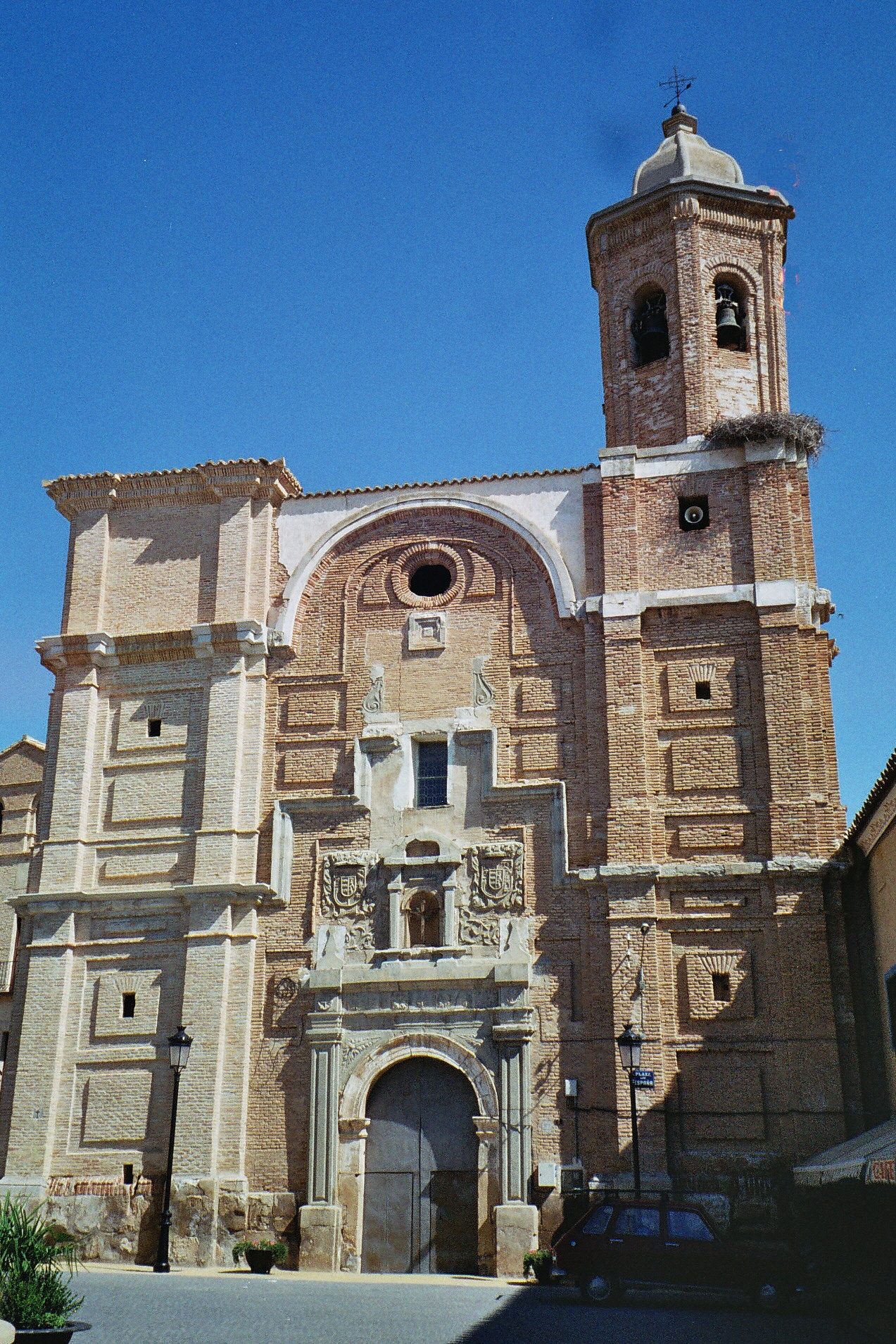
Iglesia de la Sta Cruz

Iglesia de la Santa Cruz. Catalogada como monumento nacional en 1979. Se trata de una construcción barroca de finales del siglo XVII. El material utilizado preferentemente es el ladrillo. Consta de una nave rectangular con galería de arcos y una torre campanario de planta cuadrada y cuerpo octogonal a partir de la cubierta del edificio. La portada de piedra utiliza el arco de medio punto cerrado entre pilastras y rematada con hornacina flanqueada por los escudos condales. La fachada, además se decora con cuadros resaltados de ladrillo y columnas de orden toscano. La nave de cabecera plana y crucero se cubre con bóveda de lunetos, mientras que el ábside lo hace con cúpula sobre pechinas en las que también aparecen los escudos condales.
Los retablos de las capillas de la nave, así como el retablo mayor son de los siglos XVI y XVII. En su cripta se encuentran enterrados algunos de los condes de Bureta.

### Fiestas patronales
8 de septiembre, en honor de la Natividad de la Virgen.
23 de octubre, en honor de la Purísima votada, denominada así por el hecho de que la imagen de la Inmaculada Concepción fuera sacada en procesión un 23 de octubre de 1834, tras votación unánime de todo el pueblo con el conde a la cabeza, para intentar frenar el avance de la epidemia de cólera que asoló Aragón durante aquel otoño. El papa Gregorio XVI otorgó en 1840 privilegio de misa propia y exclusiva para el pueblo en dicha fecha. Su característica más sobresaliente es que la peana sobre la que se saca la imagen de la Virgen en procesión recorre todo el pueblo, siendo tomada a su paso por cada vivienda por un representante de la misma.

## WEB:https://bureta.info
- Datos: Q1770009
- Multimedia: Bureta / Q1770009